# Lajos Haynald

Cardinalul Lajos Haynald

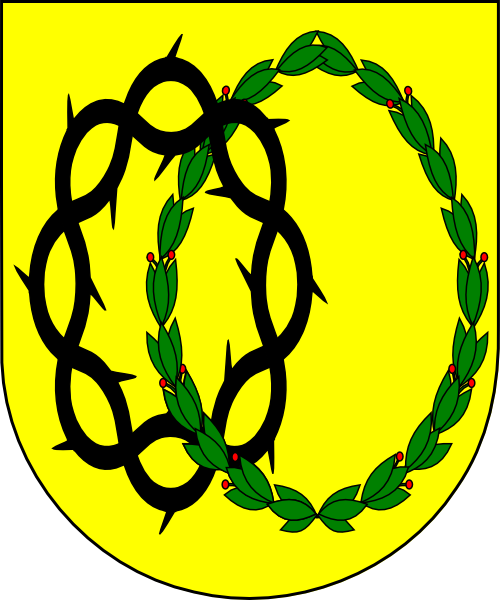
Stema episcopală a cardinalului Lajos Haynald

Lajos Haynald (n. 3 octombrie 1816, Szécsény - d. 4 iulie 1891, Kalocsa) a fost episcop al Episcopiei Romano-Catolice din Alba Iulia și ulterior cardinal. A păstorit ca episcop romano-catolic al Transilvaniei în perioada 15 octombrie 1852-22 septembrie 1864, după care s-a retras la Roma din cauza unor neînțelegeri cu guvernul de la Viena.

## Biografie
Lajos Haynald s-a născut la data de 3 octombrie 1816 în localitatea Szécsény din Arhidieceza de Esztergom (Ungaria). După ce și-a completat studiile la școala secundară din localitatea natală, a intrat la Seminariul Emericianum din Pojon în anul 1830, rămânând acolo timp de un an. A studiat filosofia la Nagyszombat în anul 1831, apoi s-a înscris la Universitatea din Viena în anul 1833. A obținut titlul de doctor în teologie la Universitatea din Viena în anul 1841. 
A primit ordinele minore la 15 decembrie 1830, subdiaconatul și diaconatul la 12 și respectiv 13 octombrie 1839. S-a dedicat studiilor de botanică și a realizat o mare colecție de plante și cărți, care au devenit ulterior parte a Muzeului Național al Ungariei. 
A fost hirotonit ca preot romano-catolic la 15 octombrie 1839. A efectuat apoi o serie de studii teologice la Universitatea din Viena în perioada 1839-1842. Apoi este profesor la Universitatea din Viena în perioada 1842-1846. Devine apoi, în anul 1846, secretar al arhiepiscopului-primat Kopácsy de Esztergom. În anul 1848, este numit ca vicar al cancelariei arhiepiscopale și capelan onorific al Curții, iar în anul următor director al Cancelariei arhiepiscopului-primat al Ungariei. 
La 15 martie 1852, a fost numit de către Sf. Scaun ca episcop-coadjutor al Transilvaniei (cu drept de succesiune) și episcop-titular de Hebron. A fost consacrat ca episcop în Catedrala din Pojon la 15 august 1852 de către arhiepiscopul-primat Ján Krstitel Scitovszky de Esztergom. Succede ca episcop al Transilvaniei, cu sediul la Alba Iulia, la 15 octombrie 1852 episcopului Nicolae Kovács. 
Odată cu publicarea Diplomei din Octombrie 1860 a devenit unul din susținătorii unirii Transilvaniei cu Ungaria. 
Opiniile sale politice și activitatea sa l-au adus în conflict cu guvernul imperial de la Viena. Contele Francisc Nádasdy, directorul Cancelariei Transilvaniei, l-a acuzat pe Haynald de lipsă de loialitate. Haynald a mers la Viena și a prezentat un memoriu în care și-a expus vederile sale politice. Neînțelegându-se, disensiunile dintre guvern și Haynald au continuat și au condus la renunțarea lui Haynald la funcția de episcop de Transilvania la 22 septembrie 1864. Papa Pius al IX-lea l-a chemat la Roma, numindu-l ca arhiepiscop titular de Cartagina. 
Până în anul 1867 a lucrat la Roma, unde a desfășurat o activitate valoroasă în calitate de membru al Congregației pentru Afaceri Ecleziastice Extraordinare. După restaurarea Constituției Ungariei, Haynald este numit la 17 mai 1867 ca arhiepiscop de Kalocsa-Bács, la propunerea baronului József Eötvös. A jucat un rol important cu ocazia Conciliului Vatican I din anul 1870, fiind împreună cu George Strossmayer, episcop de Diakovár, unul dintre faimoșii oponenți ai dogmei Infailibilității Papale, deși s-a supus hotărârilor Conciliului. 
Apoi, în Consistoriul din 12 mai 1879, Lajos Haynald a fost ridicat de papa Leon al XIII-lea la rangul de cardinal-preot, primind bereta roșie și titlul de "Santa Maria degli Angeli" la 22 septembrie 1879. În calitate de episcop și arhiepiscop, a militat pentru menținerea disciplinei ecleziastice și pentru ridicarea standardului de studiu din școlile publice. A donat 5 milioane de guldeni pentru opere sociale. 
Academia Ungară de Științe i-a conferit titlul de membru de onoare ca o recunoaștere a activității sale științifice. 
Cardinalul Lajos Haynald a trecut la cele veșnice la 4 iulie 1891 la Kalocsa. A fost înmormântat în Catedrala Mitropolitană din Kalocsa.